# (4555) Josefaperez
(4555) Josefaperez – planetoida z głównego pasa planetoid okrążająca Słońce w ciągu 3,39 lat w średniej odległości 2,26 au. Odkrył ją Stephen Singer-Brewster 24 sierpnia 1987 roku w Obserwatorium Palomar. Została nazwana na cześć Maríi Josefy Pérez (1970–2014) – astronomki, która pracowała w Instituto de Astronomía y Física del Espacio w Buenos Aires oraz w Observatorio Astronómico de La Plata.